# Queen Woo
Queen Woo (우씨왕후?, 于氏王后?, U-ssi wanghuLR) è una serie televisiva sudcoreana trasmessa su Tving dal 29 agosto al 12 settembre 2024.
In italiano è stata resa disponibile su Paramount+ il 23 dicembre 2024.

## Trama
Quando re Go Nam-mu di Goguryeo muore improvvisamente, la famiglia Woo teme di perdere il suo potere a corte. Nelle ventiquattr'ore prima che la notizia diventi di dominio pubblico, la regina Woo Hee parte in gran segreto per contrarre un matrimonio levirato con uno dei fratelli minori del defunto marito; nel frattempo, a palazzo, il primo ministro Eul Pa-so indaga alla ricerca dell'assassino del re.

## Personaggi e interpreti
- Woo Hee, interpretata da Jeon Jong-seo, Song Si-an (da adolescente) e Kim Ha-eun (da bambina)
- Eul Pa-so, interpretato da Kim Mu-yeol e Ahn Seok-hyun (da bambino)
Primo ministro di Goguryeo.
- Go Nam-mu, interpretato da Ji Chang-wook e Park Do-ha (da adolescente)
Nono re di Goguryeo e marito di Woo Hee.
- Woo Sun, interpretata da Jeong Yu-mi e Jung Ye-na (da adolescente)
Sorella maggiore di Woo Hee e sua capo-cameriera.
- Go Balgi, interpretato da Lee Soo-hyuk
Terzo principe di Goguryeo e fratello minore di Go Nam-mu.
- Mugol, interpretato da Park Ji-hwan
Guerriero al servizio di Go Nam-mu.
- Woo So, interpretato da Jeon Bae-soo
Leader della famiglia Woo e padre di Woo Hee e Woo Sun.
- Woo Do, interpretato da Jo Han-chul
Fratello di Woo So.
- Song Woo, interpretato da Kim Do-yoon
- Mochi, interpretato da Lee Hae-woo
Guardia reale.
- Go Yeon-u, interpretato da Kang Young-seok
Quarto principe di Goguryeo e fratello minore di Go Nam-mu.
- Go Gye-su, interpretato da Jung Jae-kwang
Quinto principe di Goguryeo e fratello minore di Go Nam-mu.
- Go Pae-ui, interpretato da Song Jae-rim
Principe ereditario detronizzato di Goguryeo e fratello maggiore di Go Nam-mu.
- Yoo-ah, interpretata da Park Jung-won
Guerriera al servizio di Woo Hee.
- Sa-bi, interpretata da Oh Ha-nee
Capo-sciamana del palazzo reale.
- Myungrim Eoru, interpretato da Lee Do-yeop.
- Yeon Bi, interpretata da Park Bo-kyung
Leader di Jolbon.
- Noe-eum, interpretato da Won Hyun-jun
Leader della tribù della Tigre bianca, al servizio di Go Bal-gi.

## Produzione

### Pre-produzione e casting
Queen Woo doveva inizialmente essere un film da due ore, su soggetto scritto dal regista Jung Se-kyo prima ancora di lavorare come assistente alla regia in Choejongbyeong-gihwal (2011). Quando la produzione ha poi deciso di farne un drama erano stati pianificati 12 episodi come le dodici ore dello zodiaco cinese, che sono infine stati ridotti a 8 per mantenere la velocità della storia. La sceneggiatura è stata riscritta circa 90 volte da Lee Byung-hak nel corso di tre anni e mezzo.
La produzione si è avvalsa della collaborazione di storici per i costumi e il trucco, e ha fatto riferimento ai murali di Goguryeo per le pettinature. Il budget investito è stato di 30 miliardi di won.
Jung Se-kyo ha spiegato di aver voluto portare sullo schermo una drammatizzazione della storia della regina Woo perché affascinato dal fatto che avesse scelto il re da incoronare con le sue mani, invece di restare inerme a palazzo, e dal movente che l'avesse spinta a diventare regina due volte. La protagonista è interpretata da Jeon Jong-seo, al suo primo ruolo in una produzione in costume, che ha dichiarato di essere stata attratta da Woo Hee "perché è una donna ambiziosa, onesta e progressista", e che le faceva onore portare sullo schermo una figura importante che aveva giocato un ruolo chiave nella storia della Corea. Kim Mu-yeol è stato contattato direttamente dal regista per la parte di Eul Pa-so dopo aver lavorato insieme nel 2011 in Choejongbyeong-gihwal; a Lee Soo-hyuk aveva invece offerto d'interpretare Noe-eum, ma l'attore ha insistito per Go Bal-gi.

### Promozione e trasmissione
Il trailer e il poster principali sono stati pubblicati il 7 agosto 2024. La prima metà della serie è stata distribuita sulla piattaforma online Tving il 29 agosto, mentre la successiva il 12 settembre 2024. In Giappone è stata distribuita su KNTV da novembre 2024.

## Accoglienza
Alla pubblicazione delle prime immagini promozionali di Queen Woo, gli abiti, le pettinature e gli accessori dei personaggi principali sono stati giudicati anacronistici e storicamente inesatti, in quanto ritenuti simili allo stile adottato durante la dinastia Qin e il periodo degli Stati Combattenti. Il regista ha commentato che, osservando solo le immagini, potesse sembrare così, mentre Hong Seok-kyung, professore di giornalismo e informazione all'Università Nazionale di Seul, ha difeso la serie giudicando che alcune somiglianze potessero essere plausibili e che, non essendoci ampie testimonianze dell'epoca, il team di produzione fosse legittimato a usare delle libertà creative.
La prima parte della serie è stata accolta da recensioni miste. Mentre alcuni hanno apprezzato la narrazione al femminile, il passo veloce, i set e i combattimenti, altri hanno criticato la recitazione, il basso volume delle voci e le scene di rapporti sessuali, giudicate troppo frequenti, eccessive e slegate dalla trama. La seconda parte è stata apprezzata per il maggiore contenuto di scene d'azione, ma il finale aperto ha lasciato pubblico e critica perplessi.
Per Pierce Conran del South China Morning Post, la serie è noiosa, arida e confusa.

## Riconoscimenti
- APAN Star Award
  - 2024 – Candidatura Premio alla recitazione maschile a Park Ji-hwan[23]